# اونستون (وایومینگ)
اونستون(به انگلیسی: Evanston) شهری در ایالت وایومینگ کشور ایالات متحده آمریکا است که جمعیت آن در سرشماری سال ۲۰۱۰ میلادی، ۱۲٬۳۵۹ نفر بوده‌است.